# Comparatief voordeel

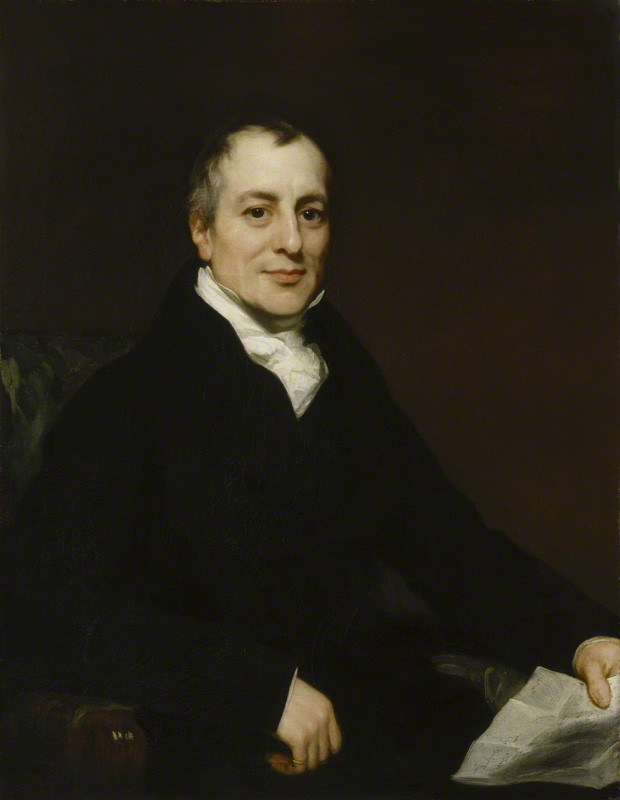
David Ricardo (portret Thomas Phillips, ca. 1821).

Comparatief voordeel is het handelsvoordeel dat een land behaalt in een situatie van vrijhandel, wanneer het een bepaald product goedkoper kan produceren dan een handelspartner, zelfs wanneer één land alle verhandelbare producten voordeliger kan produceren dan het andere land.
De wet van comparatief voordeel voorspelt dat vrijhandel zowel een perfecte handelsbalans als volledige werkgelegenheid oplevert doordat beide handelspartners een comparatief voordeel ten opzichte van de ander hebben. Deze wet geldt als een van de meest elegante theoretische resultaten in de economie en is de grondslag onder veel argumenten voor vrijhandel, hoewel ze empirisch moeilijk te staven is. Het Heckscher-Ohlinmodel is de voornaamste wiskundige uitwerking van de theorie van comparatief voordeel.

## Absoluut voordeel
De theorie van vrijhandel gaat terug op Adam Smiths theorie van internationale economie, die met terugwerkende kracht de theorie van absoluut voordeel genoemd wordt. In Smiths model van internationale handel 'fuseren' economieën onder invloed van vrijhandel: ze vormen samen één grotere economie, waarin alle wetmatigheden van de (klassieke) economie werkzaam zijn. Uit Smiths theorie volgt dat de handelsbalans op korte termijn zal uitslaan in het voordeel van het land dat goedkopere arbeid of een hogere productiviteit heeft. Op de langere termijn ontstaan gemiddelden: concurrentie op de gedeelde markt zorgt voor één regulerende winstvoet, één regulerend loon en dus één natuurlijke prijs voor elk goed in het gehele gebied dat de samengevoegde economie bestrijkt.
David Ricardo veranderde Smiths redenering door de grenzen niet helemaal open te laten: in plaats van handel tussen bedrijven in de verschillende landen, schetste Ricardo een beeld waarin de landen zelf de handelende partijen zijn, terwijl de grenzen dicht blijven voor kapitaalstromen en arbeidsmigratie. Op Ricardo's redenering gaat de hedendaagse theorie van comparatief voordeel terug.

## Ricardo's uitleg
Ricardo presenteert zijn theorie in de vorm van een fictief voorbeeld aangaande de handel tussen Engeland en Portugal. Hij begint met een situatie waarin beide landen wijn en textiel produceren en geen handel drijven. De volgende tabel geeft de binnenlandse en internationale prijzen van beide goederen weer op het moment dat de landen tot onderlinge handel overgaan. Portugal rekent, voor het gemak van de hedendaagse lezer, in euro's (€), Engeland in ponden (£). Neem aan dat het pond de valuta van internationale handel is, met een aanvankelijke wisselkoers van 1£/€. De internationale prijs van Portugese goederen is de binnenlandse prijs maal de wisselkoers.
|         | Portugal (binnenlands) | Portugal (internationaal) | Engeland |
| ------- | ---------------------- | ------------------------- | -------- |
| textiel | €90                    | £90                       | £100     |
| wijn    | €80                    | £80                       | £120     |

Portugal heeft aanvankelijk een absoluut voordeel: het produceert beide goederen efficiënter (goedkoper) dan Engeland, met een voordeel van (100 - 90) / 90 = 11% in de textielsector en zelfs (120 - 80) / 80 = 50% in de wijnsector. Engelse consumenten zullen Portugese goederen gaan kopen in plaats van Engelse, zodat in Portugal een handelsoverschot ontstaat, in Engeland een handelstekort.
De vraag naar Portugese goederen stuwt de internationale prijzen hiervan op, hetgeen betekent dat de wisselkoers van de euro omhoog gaat, of anders gezegd dat het pond koopkracht verliest. Ricardo's theorie voorspelt niet wat de precieze koers zal zijn of hoe lang het duurt voordat deze tot stand komt, maar geeft wel een bandbreedte die kan worden afgeleid uit het percentuele voordeel. Elke koers lager dan 1,11£/€ veroorzaakt de zojuist beschreven situatie; elke koers hoger dan 1,50£/€ geeft de omgekeerde situatie waarin Engeland zowel wijn als textiel goedkoper kan aanbieden, zodat Portugese consumenten Engelse goederen gaan kopen. Als, bijvoorbeeld, de balans zou uitslaan naar 2£/€, dan geldt:
|         | Portugal (binnenlands) | Portugal (internationaal) | Engeland |
| ------- | ---------------------- | ------------------------- | -------- |
| textiel | €90                    | £180                      | £100     |
| wijn    | €80                    | £160                      | £120     |

Nu heeft Engeland het absoluut voordeel, een voordeel in prijs in beide goederen.
Bij een koers tussen beide uitersten treedt echter een evenwicht op. Een mogelijke waarde voor dit evenwicht is bijvoorbeeld een wisselkoers van 1,33£/€. Deze koers verandert de Portugese exportprijzen als volgt:
|         | Portugal (binnenlands) | Portugal (internationaal) | Engeland |
| ------- | ---------------------- | ------------------------- | -------- |
| textiel | €90                    | £119,70                   | £100     |
| wijn    | €80                    | £106,40                   | £120     |

Portugese wijn is nu nog steeds goedkoper dan Engelse wijn, maar Portugees textiel moet het afleggen tegen de Engelse concurrentie. Beide landen hebben dan een comparatief voordeel, terwijl geen van beide een absoluut voordeel heeft. Als Portugal nu specialiseert in wijn en Engeland in textiel, dan hebben beide landen goedkopere goederen dan voorheen en strekt handel dus tot wederzijds voordeel.

## Kritiek
Het principe van comparatief voordeel geldt als hoeksteen van zowel de mainstream-handelstheorie als de positieve waardering van vrijhandel en mondialisering, en bovendien als een van de elegantste resultaten uit de theoretische economie. Het principe heeft echter zowel theoretische als empirische problemen.
Een voornaam theoretisch bezwaar is gericht tegen Ricardo's aandringen dat er geen kapitaalstromen tussen 'Engeland' en 'Portugal' mogen zijn, wat voor Ricardo betekent dat kapitalisten niet in het buitenland mogen investeren. Net zo moet de grens gesloten zijn voor arbeidsmigratie. Op deze manier stelt Ricardo de handelsbalans tussen beide landen gelijk aan de betalingsbalans. Harrod wees er echter op, dat Ricardo hier de rentestand vergeet. De geldstroom vanuit Engeland naar Portugal beïnvloedt de kapitaalmarkten in beide landen: in Portugal neemt het geldaanbod toe en daardoor gaat de Portugese rente omlaag, terwijl die in Engeland juist omhoog gaat. De verandering van de rentestand heeft invloed op de winsten en daarmee op de prijzen. Harrod liet zien dat als de rentestand wordt meegerekend, de wisselkoers zowel omhoog als omlaag kan gaan, afhankelijk van de beginsituatie op de kapitaalmarkten, terwijl Ricardo's theorie vereist dat hij één bepaalde kant op beweegt. De stelling dat vrijhandel op de lange termijn de werkgelegenheid niet aantast werd door Samuelson tegen het eind van diens leven ontkracht.
Empirische bezwaren tegen de theorie van comparatief voordeel beginnen met een meetprobleem: men moet twee landen vinden die minstens twee perfect uitwisselbare goederen produceren, die eerst niet met elkaar handelen, en die dan een vrijhandelsverdrag sluiten. Zijn twee van dergelijke landen gevonden, dan voorspelt de theorie dat in beide landen volledige specialisatie optreedt door verschillen in productiviteit. Maar als dat proces van specialisatie voltooid is, dan is de 'Engelse' productiviteit in de wijnsector niet meer meetbaar, en de 'Portugese' in de textielsector evenmin, zodat het comparatieve voordeel niet is aan te tonen. Costinot en Donaldson geven een overzicht van de beschikbare resultaten en concluderen voorzichtig dat het principe van comparatief voordeel veel, maar niet alle patronen in de internationale handel kan verklaren. Shaikh bekijkt de handelsbalansen in de ontwikkelde wereld en merkt op dat die over periodes van meerdere decennia structureel uit balans zijn. Hij verwerpt de gangbare uitleg dat de wet van comparatief voordeel (of de Heckscher-Ohlin-versie daarvan) over nog langere periodes werkzaam moet zijn en pleit voor een herwaardering van het principe van absoluut voordeel.
In het tijdperk van mondialisering zijn kapitaalstromen tussen landen alomtegenwoordig, wat wellicht verklaart waarom de wet van comparatief voordeel voor armere landen niet altijd opgaat. Chang stelt verder dat het principe van het comparatieve voordeel armere landen kan aansporen om zich te blijven specialiseren in landbouw, terwijl rijkere landen dat doen in geavanceerde technologie, met als gevolg dat het verschil in rijkdom groeit. Een van de redenen daarvan is dat het model van het comparatief voordeel de factor tijd niet in rekening brengt.
Klassieke en neoklassieke formules van vergelijkende voordelentheorie verschillen in de instrumenten die ze gebruiken, maar hebben dezelfde basis en logica. De theorie van het comparatieve voordeel zegt dat de marktkrachten alle productiefactoren optimaal benutten in de economie. Het geeft aan dat de vrije internationale handel alle deelnemende landen en de wereld als geheel ten goede zou komen, omdat zij hun totale productie zouden kunnen verhogen en meer zouden kunnen consumeren door zich te specialiseren op basis van hun comparatieve voordelen. Goederen zouden goedkoper worden en in grotere hoeveelheden beschikbaar zijn.  Bovendien zou deze specialisatie niet toevallig of met politieke bedoelingen plaatsvinden, maar automatisch. Volgens niet-neoklassieke economen is de toepassing van vrijhandels- en vergelijkingstheorieën echter gebaseerd op aannames die noch theoretisch, noch empirisch geldig zijn:
Onrealistische veronderstelling 1, kapitaal en arbeid zijn niet internationaal mobiel
De internationale immobiliteit van arbeid en kapitaal staat centraal in de theorie van het comparatief voordeel. Zonder dat zou er geen reden zijn om de internationale vrijhandel te reguleren door middel van een comparatief voordeel. Klassieke en neoklassieke economen gaan er allemaal van uit dat arbeid en kapitaal zich niet verplaatsen tussen naties. Op internationaal niveau kunnen alleen geproduceerde goederen vrij circuleren, waarbij kapitaal en arbeid in landen vastzitten. David Ricardo was zich ervan bewust dat de internationale immobiliteit van arbeid en kapitaal een onmisbare hypothese is. Hij wijdde de helft van zijn uitleg van de theorie in zijn boek. Hij legde zelfs uit dat als arbeid en kapitaal zich internationaal konden verplaatsen, het comparatieve voordeel niet bepalend was voor de internationale handel. Ricardo ging ervan uit dat de redenen voor de immobiliteit van het kapitaal:
"de fantasievolle of echte onzekerheid van het kapitaal, wanneer het niet onder de directe controle van de eigenaar is, samen met de natuurlijke onwil die elke man heeft om het land van zijn geboorte en connecties te verlaten, en zich met al zijn gewoontes vast te leggen, aan een vreemde regering en nieuwe wetten te toevertrouwen"
Neoclassicistische economen daarentegen verdedigen het idee dat de omvang van deze arbeiders- en kapitaalbewegingen verwaarloosbaar is. Zij hebben de theorie van de prijscompensatie ontwikkeld door factoren die deze bewegingen overbodig maken.
In de praktijk echter verhuizen werknemers in grote aantallen van het ene naar het andere land. Vandaag de dag is arbeidsmigratie echt een wereldwijd fenomeen. En omdat de transport- en communicatiekosten zijn gedaald, is het kapitaal steeds mobieler geworden en verhuist het vaak van het ene naar het andere land. Bovendien heeft de neoklassieke veronderstelling dat de factoren op nationaal niveau vastzitten geen theoretische basis en kan de veronderstelling van een egalisatie van de factorprijzen de internationale immobiliteit niet rechtvaardigen. Bovendien is er geen bewijs dat de factorprijzen wereldwijd worden geëgaliseerd. Daarom kunnen de comparatieve voordelen de structuur van de internationale handel niet bepalen.
Als ze internationaal mobiel zijn en het meest productieve gebruik van factoren is in een ander land, dan zal de vrije handel hen ertoe brengen naar dat land te migreren. Dit zal de natie waarnaar ze migreren ten goede komen, maar niet noodzakelijkerwijs anderen. Dit probleem geldt voor alle productiefactoren, maar de kern van het probleem is het kapitaal. Kapitaalmobiliteit vervangt dus het comparatieve voordeel, dat van toepassing is wanneer kapitaal gedwongen wordt te kiezen tussen verschillende gebruiksmogelijkheden binnen één nationale economie, met absoluut voordeel op internationaal niveau. En absoluut voordeel biedt geen garantie voor een goed resultaat voor alle handelspartners. De handel gaat dus van een theoretische garantie van win-win relaties naar een mogelijkheid van win-lose relaties.
Onrealistische veronderstelling 2, er zijn geen externe factoren
Een externaliteit is de term die wordt gebruikt wanneer de prijs van een product niet overeenkomt met de kosten of de reële economische waarde ervan. De klassieke negatieve externaliteit is de aantasting van het milieu, die de waarde van de natuurlijke hulpbronnen vermindert zonder de prijs van het product dat hen heeft geschaad te verhogen. De klassieke positieve externaliteit is een technologische ingreep, waarbij de uitvinding van het ene bedrijf een product door anderen laat kopiëren of uitbouwen, waardoor er rijkdom wordt gegenereerd die het oorspronkelijke bedrijf niet kan veroveren. Als de prijzen verkeerd zijn vanwege positieve of negatieve externaliteiten, zal de vrije handel suboptimale resultaten opleveren.
Zo zullen goederen uit een land met lakse vervuilingsnormen te goedkoop zijn. Als gevolg daarvan zullen haar handelspartners te veel importeren. En het exporterende land zal te veel exporteren en zijn economie te veel concentreren op industrieën die niet zo winstgevend zijn als ze lijken, waarbij de schade van de vervuiling wordt genegeerd.
Wat de positieve externe effecten betreft: als een industrie technologische spillovers genereert voor de rest van de economie, dan kan de vrije handel die [industrie] laten wegvagen door de buitenlandse concurrentie, omdat de economie haar verborgen waarde negeert. Sommige industrieën genereren nieuwe technologieën, maken verbeteringen in andere industrieën mogelijk en stimuleren de technologische vooruitgang in de hele economie; daarom betekent het verlies van deze industrieën het verlies van alle industrieën die er in de toekomst uit zouden zijn voortgekomen.
Onrealistische veronderstelling 3, productieve middelen verplaatsen zich gemakkelijk van de ene industrie naar de andere
De theorie van het comparatief voordeel gaat over het beste gebruik van middelen en hoe de economie optimaal kan worden benut. Maar het gaat ervan uit dat de middelen die worden gebruikt om het ene product te produceren, kunnen worden gebruikt om een ander product te produceren. Als dat niet het geval is, zal de invoer de economie niet naar industrieën duwen die beter geschikt zijn voor het comparatieve voordeel en zal deze alleen de bestaande industrieën vernietigen.
Wanneer werknemers bijvoorbeeld niet van de ene industrie naar de andere kunnen verhuizen - meestal omdat ze niet over de juiste vaardigheden beschikken of niet op de juiste plaats wonen - zullen veranderingen in het comparatieve voordeel van de economie hen niet naar een meer geschikte industrie verplaatsen, maar eerder naar werkloosheid of onzekere en weinig productieve banen.
Onrealistische veronderstelling 4, winsten uit de internationale handel zijn slechts statische winsten
De theorie van het comparatief voordeel laat een "statische" in plaats van een "dynamische" analyse van de [economie (menselijke activiteit)] economie toe. Dat wil zeggen, het kijkt naar de feiten van één enkel moment en bepaalt de beste reactie op die feiten op dat moment, gezien onze productivititeiten in verschillende industrieën. Maar als het gaat om groei op lange termijn, zegt het niets over hoe de feiten morgen kunnen veranderen en hoe ze in het voordeel van iemand kunnen worden veranderd. Het zegt niet hoe de productiefactoren morgen het best kunnen worden omgezet in productievere factoren.
Volgens de theorie is het enige voordeel van internationale handel dat goederen goedkoper worden en in grotere hoeveelheden beschikbaar zijn. Het verbeteren van de statische efficiëntie van de bestaande middelen zou daarom het enige voordeel van de internationale handel zijn. En de neoklassieke formulering gaat ervan uit dat de productiefactoren alleen exogeen worden gegeven. Exogene veranderingen kunnen onder meer voortkomen uit de bevolkingsgroei, het industriebeleid, het tempo van de kapitaalaccumulatie (neiging tot veiligheid) en technologische uitvindingen. Dynamische ontwikkelingen die endogeen zijn voor de handel, zoals economische groei, zijn niet opgenomen in Ricardo's theorie. En dit wordt niet veranderd door wat men noemt "dynamisch comparatief voordeel". In deze modellen ontwikkelt zich een comparatief voordeel en verandert het in de loop van de tijd, maar deze verandering is niet het resultaat van de handel zelf, maar van een verandering in exogene factoren.
Toch wordt de wereld, en in het bijzonder de geïndustrialiseerde landen, gekenmerkt door dynamische winsten die endogeen zijn voor de handel, zoals de technische groei die heeft geleid tot een verhoging van de levensstandaard en de rijkdom van de geïndustrialiseerde wereld. Bovendien zijn dynamische winsten belangrijker dan statische winsten.
Onrealistische veronderstelling 5, de handel zal altijd in evenwicht zijn en er is een aanpassingsmechanisme
Een cruciale veronderstelling in zowel de klassieke als de neoklassieke formuleringen van de theorie van het comparatief voordeel is dat de handel evenwichtig is, wat betekent dat de waarde van de invoer gelijk is aan de waarde van de uitvoer van elk land. Het handelsvolume kan veranderen, maar de internationale handel zal altijd in evenwicht zijn, althans na enige tijd van aanpassing. Het evenwicht in het handelsverkeer is essentieel voor de theorie, omdat het daaruit voortvloeiende aanpassingsmechanisme verantwoordelijk is voor het omzetten van de comparatieve voordelen van de productiekosten in absolute prijsvoordelen. En dat is nodig omdat het de absolute prijsverschillen zijn die de internationale goederenstroom bepalen. Aangezien de consument een goed koopt van de goedkoopste verkoper, moeten de comparatieve voordelen in termen van productiekosten worden omgezet in absolute prijsvoordelen. In het geval van flexibele wisselkoersen is het het wisselkoersaanpassingsmechanisme dat verantwoordelijk is voor deze omzetting van comparatieve voordelen in absolute prijsvoordelen. In het geval van vaste wisselkoersen geldt de neoklassieke theorie dat de handel in evenwicht wordt gehouden door veranderingen in de loonkoersen.
Dus als de handel op zich niet in evenwicht was en als er geen aanpassingsmechanisme was, zou er geen reden zijn om een comparatief voordeel te behalen. Evenwichtigheden in de handel zijn echter de norm en een evenwichtige handel is in de praktijk slechts een uitzondering. Bovendien blijkt uit financiële crises zoals de Aziatische crisis van de jaren negentig dat betalingsbalansonevenwichtigheden zelden goedaardig zijn en niet zelfregulerend werken. In de praktijk is er geen aanpassingsmechanisme. Vergelijkende voordelen vertalen zich niet in prijsverschillen en kunnen dus niet de internationale handelsstromen verklaren. Zo kan theorie heel gemakkelijk een handelsbeleid aanbevelen dat ons op korte termijn de hoogst mogelijke levensstandaard biedt, maar op lange termijn niet. Dit is wat er gebeurt wanneer een land een handelstekort heeft, wat noodzakelijkerwijs betekent dat het zich in de schulden steekt bij buitenlanders of zijn bestaande activa aan hen verkoopt. De natie past dus een kortstondige consumptiedrift toe, gevolgd door een langdurige daling.
Onrealistische veronderstelling 6, internationale handel wordt begrepen als ruilhandel
De veronderstelling dat de handel altijd in evenwicht zal zijn, is een gevolg van het feit dat handel wordt opgevat als ruilhandel. De definitie van internationale handel als ruilhandel is de basis voor de veronderstelling van evenwichtige handel. Ricardo houdt vol dat de internationale handel plaatsvindt alsof het louter een ruilhandel is, een vermoeden dat door latere klassieke en neoklassieke economen in stand wordt gehouden. De theorie van de hoeveelheid geld, die Ricardo gebruikt, gaat ervan uit dat geld neutraal is en de snelheid van een valuta verwaarloost. Geld heeft slechts één functie in de internationale handel, namelijk als ruilmiddel om de handel te vergemakkelijken.
In de praktijk is de snelheid van de circulatie echter niet constant en is de hoeveelheid geld niet neutraal voor de reële economie. Een kapitalistische wereld wordt niet gekenmerkt door een ruilhandeleconomie, maar door een markteconomie. Het belangrijkste verschil in de context van de internationale handel is dat "verkopen en aankopen niet meer hoeven samen te vallen. De verkoper is niet noodzakelijkerwijs verplicht om onmiddellijk te kopen. Geld is dus niet alleen een ruilmiddel. Het is in de eerste plaats een betaalmiddel en wordt ook gebruikt om waarde op te slaan, om schulden te vereffenen, om vermogen over te dragen. In tegenstelling tot de ruilhandelhypothese van de theorie van het comparatief voordeel is geld dus geen handelswaar zoals alle andere. Het is veeleer van praktisch belang om specifiek geld te bezitten in plaats van enig goed. En geld als waardeopslag in een wereld van onzekerheid beïnvloedt de motieven en beslissingen van de bezitters en producenten van rijkdom.
Onrealistische veronderstelling 7, arbeid of kapitaal wordt op volle kracht gebruikt
Ricardo en de daarop volgende klassieke economen gaan ervan uit dat arbeid meestal volledig wordt ingezet en dat het kapitaal in een geliberaliseerde economie altijd volledig wordt benut, omdat geen enkele kapitaaleigenaar zijn kapitaal ongebruikt laat maar er altijd winst uit wil halen. Dat er geen grens is aan het gebruik van kapitaal is een gevolg van de wet Jean-Baptiste Say die veronderstelt dat de productie alleen wordt beperkt door middelen, die ook door de neoklassieke economen.
Vanuit theoretisch oogpunt moet de theorie van het comparatief voordeel ervan uitgaan dat arbeid of kapitaal op volle capaciteit wordt benut en dat de middelen de productie beperken. Daar zijn twee redenen voor: het realiseren van winst door de internationale handel en het aanpassingsmechanisme. Bovendien is deze veronderstelling noodzakelijk voor het begrip opportuniteitskosten. Als er sprake is van werkloosheid (of onderbenutting), zijn er geen opportuniteitskosten, omdat de productie van het ene goed kan worden verhoogd zonder de productie van een ander goed te verminderen. Aangezien de comparatieve voordelen worden bepaald door de opportuniteitskosten in de neoklassieke formulering, kunnen deze niet worden berekend en zou deze formulering haar logische basis verliezen.
Als de hulpbronnen van een land niet volledig worden benut, kunnen de productie en het verbruik op nationaal niveau worden verhoogd zonder deel te nemen aan de internationale handel. De hele reden voor de internationale handel zou verdwijnen, evenals de potentiële voordelen. In dat geval zou een staat zelfs meer kunnen verdienen door af te zien van deelname aan de internationale handel en de binnenlandse productie te stimuleren, aangezien dit het mogelijk zou maken om meer arbeid en kapitaal in dienst te nemen en het nationale inkomen te verhogen. Bovendien werkt elk aanpassingsmechanisme dat ten grondslag ligt aan de theorie niet meer als er werkloosheid bestaat.
In de praktijk wordt de wereld echter gekenmerkt door werkloosheid. Werkloosheid en onderbezetting van kapitaal en arbeid zijn geen kortetermijnverschijnselen, maar komen veel voor en zijn wijdverbreid. Werkloosheid en onaangeboorde middelen zijn eerder regel dan uitzondering.